# Staden som fick Tourettes
Staden som fick Tourettes (originaltitel: The Town That Caught Tourette's) är en amerikansk dokumentärfilm från 2012 om ett lokalt medicinsk mysterium som började 2011. Flickor i staden Le Roy i delstaten New York började då uppvisa symtom som tydde på Tourettes syndrom: spastiska ryckningar och stamningar.  Till en början var samtliga drabbade tonårsflickor som (av olika anledningar) alla vistats på samma idrottsfält i anslutning till skolan. Men senare dök en 36-årig kvinna upp med samma symptom. Mysteriet blev en stor nyhet över hela USA.